# 서남표
서남표(徐南杓, 영어: Nam Pyo Suh, 1936년 4월 22일 ~ )는 대한민국 태생의 한국계 미국인 공학자이다. MIT의 기계공학과 석좌교수로 재직하다 은퇴후, 2006년 7월 14일부터 2013년 2월까지 제13대 KAIST의 총장으로 재직했다. 본관은 이천. 2011년 9월 29일 교수협의회는 서총장이 학교발전의 장애물이 되었다는 성명서를 발표하고, 총장의 즉각 퇴진을 요구하였으며 2011년 10월 11일에 또 다시 용퇴할 것을 요구하였다. 서 총장은 학생을 고소했었고, 교수들을 고소했으며, 이사회가 자신의 총장직 계약을 해지하면 이사회를 상대로 소송을 제기하겠다고 했으나 결국 사표를 제출해서 임시이사회는 2013년 2월 23일 날짜로 사표를 수리하였다.

## 어린 시절
서남표는 서울사대부고(8회) 3학년 재학 중이던 1954년, 미국으로 이민을 가 보스턴 근교의 버킹엄 브라운 앤드 니컬스 고교에서 공부하였다. 아버지 서두수가 1952년 컬럼비아 대학에서 교육행정학 박사를 받은 후, 한국 전쟁 때에 미국에 정착하여 하버드대학에서 일하던 것을 따라서였다.

## 경력
서남표는 매사추세츠 공과대학교 기계공학과에서 1959년 학부를 마치고, 같은 학과에서 1961년 석사학위를 받았다. 1963년 5월 1일에 미국으로 귀화하여 시민이 되었고, 그 후 1964년 카네기멜론 대학교에서 기계공학 박사학위를 받았다. 그 후, 사우스캐롤라이나 대학교에서 1965년부터 1969년까지 조교수로 근무하다가, 1970년부터 1975년까지는 모교인 메사추세트 공과대학교 기계공학과로 옮겨서 부교수로 근무하였다. 그 후 정교수로 승진하여 은퇴시까지 근무하였다. MIT에서는 은퇴하여 Ralph E & Eloise F Cross 명예교수 직위로 남아있다. 서남표는 MIT의 기계공학 교수로 재직하는 동안, 트라이볼로지, 생산공학, 공리적 설계이론 등에 관한 저서를 남겼다.
MIT의 Laboratory for Manufacturing and Productivity 의 소장을 지냈고, 1973년부터 MIT-Industry Polymer Processing Program의 소장을 지냈다. Surtech Corporation of New Hampshire의 소장, Intelitec Corp의 소장, Axiomatics Corp와 Mixalloy Corp의 이사로 근무했다. 1984년에서 1988년까지는 미국과학재단(NSF)의 공학담당 부총재(Assistant Director)를 지냈다.
대한민국에는 카이스트의 총장직을 맡기 위해 입국하였으며, 총장직을 수행하면서 한국공학교육인증원 제3대 원장으로도 2007년 10월 2일부터 2008년 6월 12일까지 일하였다.
서남표는 다수의 명예박사 학위를 받았는데, 1986년 우스터 폴리테크닉 대학교(Worcester Polytechnic Institute), 1988년 매사추세츠 대학교 로웰(University of Massachusetts Lowell), 2000년 스웨덴 왕립 공과대학교, 2007년에는 호주 퀸즈랜드 대학교와 이스라엘 테크니온 공과대학교에서, 2008년에서는 카네기멜론 대학교에서 명예과학기술박사를 받았다.

## 주요 수상
서남표는 기계공학자로서의 학문적인 업적과 여러 가지 사회 활동을 바탕으로 다수의 상을 수상하였다. 1982년 ASME(미국 기계기술자 협회) 블랙올 상을 공동수상하였고, 1995년 KBS 해외동포상,, 1997년 호암상 공학부문, 2007년에는 자랑스러운 사대부고인상, 2008년에는 PONY鄭(포니정) 혁신상, 2009년에는 ASME 메달, 2011년에는 덴마크 공과대학 금메달을 수상하였다.

## KAIST 총장직 수행에 대한 평가와 비판
카이스트는 서남표가 총장으로 재임하는 기간동안 많은 정책변화를 겪었다. 다른 대학에서 시행되지 않고 카이스트에서만 시행되는 정책의 예에는 테뉴어 심사제도 강화, 100% 영어 강의 시행, 무시험선발제도 도입, 징벌적 수업료 등이 있다. 대내적인 평가는 엇갈린다. 교수협의회의 총장 중간평가 결과 51%는 장기적인 비전에 서남표 총장의 계획이 부합한다고 답했으며, 46%는 부적합하다고 답했다. 특히 조선일보를 비롯한 보수언론들은 서남표의 개혁을 긍정적으로 보도했다.
KAIST 학부 총학생회 비상대책위원회가 발표한 설문조사결과를 보면, 서남표 총장의 계획과 시행 정책에 대해서 응답자 중 39.4%(108명)가 '반대'했고 20.4%(56명)는 '적극 반대'를 선택해서 도합 60.0%(164명)가 반대 의견을 나타냈다.

### KAIST 발전 기부금 유치
서남표는 KAIST 발전기금 모금에서 역대 총장들에 비해 높은 성과를 보여주었다. 2007년에는 재미 사업가 박병준 씨가 미화 1,000만 달러를 기부하였고, 2009년 서전농원 김병호.김삼열부부가 350억 상당의 토지를 기부하였다. 미국의 닐 파팔라도(Neil Papalardo) 메디텍(Meditech) 회장이 미화 250만 달러를 기부하였다. 2008년에는 한의사인 류근철 씨가 부동산과 골동품 등의 재산 578억원을 기부하였다. 2009년에는 하와이 사업가인 김창원씨가 미화 100만 달러를 기부하였고, 2010년에는 안승필씨가 카지노 잭팟으로 번 7억여원을 기부하였고, 조천식-윤창기 부부가 100억원 상당의 재산을 기부하였고, 오이원 여사가 현금 100억원을 기부하였다. 2011년에는 장영신 애경회장이 한화 30억원을 기부하였다. 이 외에도 많은 기부자들이 있다.
이러한 기부금을 이용하여 교내에 많은 건물들을 신축하였는데, 예를 들면 박병준 홍정희 KI 빌딩, 닐 파팔라도 KAIST 메디컬 센터, 류근철 스포츠 컴플렉스, KAIST 국제교류센터(International Center) 등이 세워졌다.

#### 고액 기부자에 대한 혜택 부여 논란
서남표는 많은 기부금을 유치한 공로와 더불어, 고액 기부자들을 학교 이사진에 추천하거나 명예박사를 수여하였다. 기부자들 중 여러명이 현직 카이스트 이사회의 이사이고 (명단은 카이스트 이사회문서 참조), 또한 고액 기부자의 대부분이 명예박사 수여자이다. KAIST가 발표한 Vision 2025 안에 따르면, 고액기부자를 더욱 더 이사진으로 들이겠다는 안을 명시해 논란이 일었다.

### KAIST 학생들의 잇달은 자살 사건과 총장 사퇴 요구
한편 2011년 학생 4명이 연달아 자살하자 서남표 총장은 기자회견을 열어 사과하는 한편, 일정 학점을 취득하지 못한 학생에게 원래는 무료인 수업료를 징수하는 '징벌적 수업'료 제도 폐지와 함께 전과목 영어수업 제도도 개선하겠다고 발표하였다. '서남표식 개혁'으로 일컬어지는 이러한 변화는 반발을 불러 일으켰고, 교육에 대한 자본주의식 접근이라는 비판을 받아왔다. 가장 큰 비판의 대상이 되었던 징벌적 수업료 제도는 다음과 같다. 학점이 3.0이하인 학생들에게 0.01점당 6만원씩 2.0 미만일경우 수업료를 최대 600만원까지 부과한다. 이전까지 수업료가 전액 무료였던 것을 감안한다면 이러한 제도는 과태료에 가깝게 느껴진다는게 학생들과 일선 교수들의 지적이다. 또한 카이스트는 상대평가로 학점을 부여하고 있다. 때문에 학생의 능력과 관계없이 하위 30% 정도의 학생들은 반드시 수업료를 내야 한다는 점도 문제로 지적됐다.
모든 수업 영어로 진행해야 한다는 제도도 문제로 지적됐다. 영어는 모국어가 아니기에 교수들은 강의에 어려움을 겪을 수밖에 없고, 학생들도 강의를 100% 소화하지 못 한다는 것이다. 결국 일선 교수들은 영어강의에 불만을 표하고 "앞으로 우리말로 강의할 것"이라고 밝혔다.
또한 카이스트 교수 64명은 서남표의 사퇴를 요구하였으며, 민주화를위한전국교수협의회와 한나라당 정두언 의원 자유선진당 이회창 대표도 사퇴를 요구했다. 하지만 서남표는 사퇴할 의사가 없다고 밝혀왔으며, 정치권의 개입이 이어졌다. 당시 한나라당 서상기 위원은 서남표 총장의 사퇴를 반대했는데, 후에 서상기 위원의 장남은 이 KAIST 대학원의 조교수로 임용됐다.
2011년 4월 13일 사상 최초로 열린 KAIST 비상학생총회에는 852 명이 참석해 여러 안건들에 대한 학생 투표를 진행했다. 그 결과 영어강의 제도와 징벌적 수업료 폐지 등은 모두 통과됐지만 '서남표 총장의 제도개혁 실패인정 요구'에 대해서는 재적인원 852명 중, 찬성이 48% (반대 37%, 기권 14%)로 50%를 넘지 못하여 가결되지 않았다.

#### 서남표 총장의 반응
이런 가운데, 서남표는 카이스트에서 1인 시위를 하고 있는 학생과의 면담에서 "미국 명문대는 자살률이 더 높다"고 말해 논란을 부추겼다. 그러나, 민주당 소속 김유정 의원은, MIT의 통계자료를 인용하여, KAIST의 3개월간의 자살률은 인구 10만명당 51명 수준의 충격적인 수준으로, 평가기간이 다르지만 단순 수치만 놓고 보면 MIT의 3-5배에 달하는 높은 수준이라고 밝히며 서남표의 주장을 반박하였다. 게다가 서남표가 총장으로 부임한 2006년 7월 이후 5년간 총 9명이 자살한 것을 계산하더라도 인구 10만명당 24명의 자살로 미국 명문대의 자살율보다 훨씬 높았음을 밝히며 서남표의 주장이 허구임을 밝혀냈다. 이에 대해, 조선일보, 동아일보 같은 언론들은 근거를 대라고 요구하기도 하였다.

### 명예박사 제도 남용
서남표 총장은 총장 취임 후 명예박사 제도를 남용하였다는 비판도 받고 있다.
2008년 2월, 한나라당 소속 국회의원인 박근혜에게 과학기술인과 KAIST에 대한 남다른 애정으로 지원을 아끼지 않은 공로를 인정하여 명예박사학위를 수여하였다. 그러나 이에 대해 명예학위 수여 요건으로는 부족했다는 지적이 있었다. 더불어 박근혜에 대한 학위 수여를 타진하기 이전에 이명박 대통령에게도 명예학위 수여를 하기 위한 접촉을 했다는 사실이 알려졌다. 이 때문에 명예박사 제도를 정치적으로 이용하려 했다는 의혹을 샀으며 이에 논란이 일었다.
2011년 2월 말 현재, 총 16명의 서남표 총장 취임 후 수여한 명예 박사 학위 중, 무려 7명이나 되는 수여자가 전·현직 이사로 재직 중이다. 이로 인해 관리 감독을 하여야 할 이사회의 이사에게 뇌물의 성격을 띤 명예박사학위를 주는 것이 아니냐는 비판을 받았다. 이에 대해서 2011년 교육과학기술부에서 실시한 KAIST 감사에서, 4월 경고 조치가 되었다. 이러한 부정한 행위에 대해서 2월 비판이 일자, 대외부총장인 주대준은 예전에도 이사에게 명예박사를 수여한 적이 있으므로 아무 문제가 없다라는 발언을 하기도 하였다.
한편, 서남표 총장으로부터 명예학위를 받은 현직 이사로는 한국창조과학회라는 기독교 근본주의 성향의 단체 설립자이자 한동대학교 총장인 김영길이 있다. 이에 대해서 한국의 과학 교육을 대표하는 비주류 과학을 주창하는 기관의 설립자에게 명예박사학위를 수여하는 것에 대한 강한 내부 비판이 있었으나, 그런 비판에도 불구하고 서남표 총장은 김영길에 대한 명예학위 수여를 강행하였다.
고액기부를 하면 명예박사를 주기도 하였다.

#### 명예박사 논란의 결론
이러한 명예박사 제도 남용에 대한 비판이 계속되다가, 결국 2011년 KAIST내부에서 구성된 혁신비상위원회에서는 명예박사 제도 개선을 공식 안건으로 토의하였고, 그 결론으로 이해 당사자들에게 명예박사학위가 수여되고 있는 것에 대해 "KAIST의 명예가 훼손되었다"고 못박았다. 그 결과, 학교 이사와 같은 이해관계 당사자에게는 명예박사 수여를 금지할 것을 결의 및 주문하였다. 이 내용은 혁신비상위원회 최종보고서에 다른 유수 대학의 관련 금지 규정과 더불어 이사회에 최종 승인을 위해 올려졌고, 이해관계 충돌자에게 수여금지, 일생을 걸쳐 이룩한 업적을 바탕으로 수여하고 카이스트의 비전에 부합하는 인물에 대해 엄격한 심사를 거쳐 수여할 것 등에 대한 내용을 담고 있다. 그에 따른 최종 결과는 8월 25일, 카이스트 이사회가 결정을 할 예정이다.

### 여론 통제 의혹
- 카이스트판 미네르바 사건 : 학교와 총장의 정책에 대한 비판글을 올린 학부생이 학교측으로부터 고소를 당한 사건으로, 비슷한 시기에 일어난 미네르바 사건과 비슷하여 더욱 관심을 일으켰다.[56]

- 서남표 총장의 비서실 직원이 위키백과 본 문서의 'KAIST 총장직 수행에 대한 평가와 비판' 항목을 7여차례나 통째로 삭제한 사실이 드러나면서 비판적 여론을 통제하려 하는 지시가 아니었느냐는 의혹이 불거져 있다.[57] 이에 대해 해당 직원은 지시를 받은 것은 아니고 개인적인 판단에 따라 한 것이라고 주장하였다.[57]

## 저서
- Nam P. Suh, Experimental R&D incentives for industry cooperative research experiment: Final report to NSF on Phase I, NSF Grant DI-38249 (RDI report), MIT-Industry Polymer Processing Program, Massachusetts Institute of Technology (1973), 208 pages, ASIN: B0006WISA6
- Nam P. Suh and N.P.L. Turner, Mechanical Behaviour of Materials, McGraw-Hill Inc. (1975), 480 pages, ISBN 978-0-07-061765-0
- Nam P. Suh, The delamination theory of wear, Elsevier Sequoia (1977), 162 pages, ASIN: B0006EQTNC
- Nam P. Suh (Editor), Nak-Ho Sung (Editor), Science and Technology of Polymer Processing: Proceedings of the International Conference on Polymer Processing, The MIT Press (1979), 1040 pages, ISBN 978-0-262-19179-1
- Nam P. Suh (Editor), Nannaji Saka (Editor) Fundamentals of Tribology, The MIT Press (1980), 1500 pages, ISBN 978-0-262-19183-8
- Nam P. Suh, Tribophysics, Prentice Hall (1986), 528 pages, ISBN 978-0-13-930983-0
- Nam P. Suh, Manufacturing Science and Technology of the Future, Pergamon Pr (1986), 230 pages, ISBN 978-0-08-033451-6
- Nam P. Suh, The Principles of Design (Oxford Series on Advanced Manufacturing), Oxford University Press (1990), 418 pages, ISBN 978-0-19-504345-7
- Nam P. Suh, Challenges in materials processing and manufacturing, Dept. of Mechanical Engineering, Massachusetts Institute of Technology (1991), ASIN: B0006DJH9Q
- Nam P. Suh, Axiomatic Design: Advances and Applications (The Oxford Series on Advanced Manufacturing), Oxford University Press (2001), 528 pages, ISBN 978-0-19-513466-7
- Dai Gil Lee and Nam Pyo Suh, Axiomatic Design and Fabrication of Composite Structures: Applications in Robots, Machine Tools, and Automobiles (Oxford Series on Advanced Manufacturing), Oxford University Press (2005), 732 pages, ISBN 978-0-19-517877-7
- Nam P. Suh, Complexity: Theory and Applications (Mit-Pappalardo Series in Mechanical Engineering), Oxford University Press (2005), 312 pages, ISBN 978-0-19-517876-0
- 서남표, 한국교육에 남기는 마지막 충언, 21세기북스 (2013), 340쪽, ISBN 978-89-509-4983-9

서남표에 관한 저서
- 지명훈(동아일보 기자), 서남표 천일의 기록 - MIT를 바꾸고 KAIST를 디자인한 총장, 동아일보사 (2009), 316쪽, ISBN 978-89-7090-732-1 (8970907327)
- 윤희일(경향신문 차장), 서남표 리더십과 카이스트 이노베이션, 청림출판 (2008), 224쪽, ISBN 978-89-352-0761-9 (8935207616)

## 같이 보기
- KAIST 비상학생총회
- 카이스트판 미네르바 사건